# Azadshahr
Āzādshahr (farsi آزادشهر) è il capoluogo dello shahrestān di Azadshahr, circoscrizione Centrale, nella provincia del Golestan. Aveva, nel 2006, una popolazione di 38.260 abitanti. 